# 方国庆
方国庆（1934年—），原名方国卿，男，浙江宁波人，中国打击乐演奏家，曾任中央乐团打击乐首席。